# العلاقات السعودية التركمانستانية
العلاقات السعودية التركمانستانية يقصد بها العلاقة التي تجمع بين المملكة العربية السعودية بجمهورية تركمانستان.

## تاريخ العلاقة
نشأت العلاقات بين السعودية ودولة تركمانستان بعد مبادرة المملكة بالاعتراف بدولة تركمانستان بعد استقلالها في أكتوبر 1991م. بدأت الاتصالات الرسمية بين البلدين بزيارة الأمير سعود الفيصل وزير الخارجية إلى عشق أباد في فبراير 1992م حيث تم خلالها التوقيع على برتوكول إقامة العـلاقات الدبلوماسية بين البلدين. وتبعها زيارة الرئيس التركماني صفر مراد نيازوف للمملكة في شهر مارس من نفس العام، حيث التقى الملك فهد بن عبد العزيز آل سعود وأعلنت المملكة افتتاح سفارة لها في عشق أباد عام 1997م.
بعد انتخاب فخامة الرئيس قربان قولي بيردي محمدوف رئيساً لتركمانستان في فبراير 2007م، بادر بزيارة للمملكة العربية السعودية في أبريل 2007م والتقى بعبد الله بن عبد العزيز آل سعود، وأعلن عن رغبة بلاده في افتتاح سفارة لها في الرياض حيث تمت في شهر مايو عام 2008م. وتم خلال الزيارة التوقيع على اتفاقية تعاون عامة بين البلدين تشمل المجالات السياسية والاقتصادية والتجارية والثقافية والرياضية وتمت المصادقة عليها. تبعها بعد ذلك افتتاح سفارة دولة تركمانستان لدى المملكة بمدينة الرياض في شهر مايو من عام 2008م.